# 布蕾·查娜
安潔莉娜·蕾妮·懷特（英語： 1988年5月1日—），藝名為布蕾·查娜（英語：Blac Chyna），美國知名模特兒、企業家及前脫衣舞孃。

## 生平
畢業於美國強生威爾斯大學北邁阿密校區。2011年與美國男饒舌歌手泰加結婚，2012年生下兒子金·卡羅·史蒂文森，直到2014年離婚。2016年與美國電視名人小羅伯特·卡戴珊（美國名媛金·卡戴珊的弟弟）結婚，2016年9月11日，在E!頻道推出電視真人實境秀節目 Rob & Chyna，直到2016年12月18日停播。2016年11月10日，於美國加利福尼亞州洛杉磯錫安山醫學中心生下女兒卓恩·蕾妮·卡戴珊，不僅已經有了個人推特及Instagram帳號，Instagram上粉絲更是迅速突破33萬。2017年,布蕾·查娜與羅布·卡戴珊分手。

## 爭議
- 2017年7月6日,羅布·卡戴珊在自己的推特和Instagram上貼出前妻布蕾·查娜性愛影片和不雅照片，不久羅布宣稱他的Instagram被封鎖，但推特上照片過了30分鐘才被下架，引發批評。[3]

## 外部連結
- 布蕾·查娜的Instagram帳戶
- Chyna 布蕾·查娜的X（前Twitter）
- LASHED COSMETICS （页面存档备份，存于）
- Blac Chyna在互联网电影资料库（IMDb）上的資料（英文）